# Kemp (Texas)
Kemp é uma cidade  localizada no estado norte-americano de Texas, no Condado de Kaufman.

## Demografia
Segundo o censo norte-americano de 2000, a sua população era de 1133 habitantes.
Em 2006, foi estimada uma população de 1289, um aumento de 156 (13.8%).

## Geografia
De acordo com o United States Census Bureau tem uma área de
4,7 km², dos quais 4,6 km² cobertos por terra e 0,1 km² cobertos por água. Kemp localiza-se a aproximadamente 116 m acima do nível do mar.

## Localidades na vizinhança
O diagrama seguinte representa as localidades num raio de 16 km ao redor de Kemp.